# کریس کورب
کریس کورب (انگلیسی: Chris Korb؛ زادهٔ ۸ اکتبر ۱۹۸۷) یک بازیکن فوتبال است.